# Johann Bartholome Rechsteiner

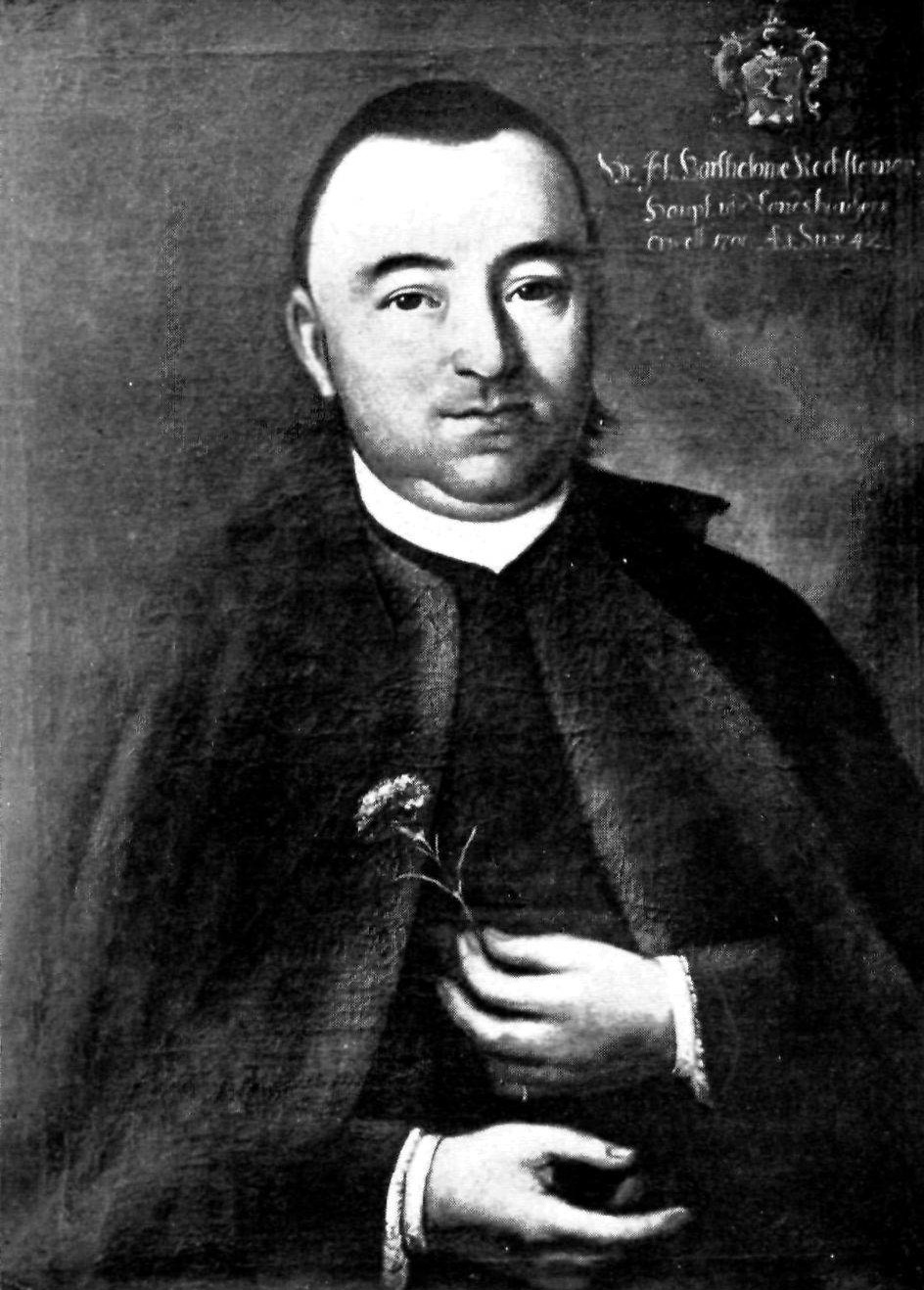
Johann Bartholome Rechsteiner

Johann Bartholome Rechsteiner (* 7. Februar 1748 in Speicher; † 30. April 1818 ebenda; heimatberechtigt in Speicher) war ein Schweizer Textilunternehmer, Gemeindepräsident und Mitglied des Kleinen Rats aus dem Kanton Appenzell Ausserrhoden.

## Leben
Johann Bartholome Rechsteiner war ein Sohn von Bartholome Rechsteiner, Leinwandfabrikant, und Katharina Schläpfer. Im Jahr 1775 heiratete er Barbara Rechsteiner, Tochter von Sebastian Rechsteiner, Grossbauer, Viehhändler und Ratsherr.
Er absolvierte eine kaufmännische Ausbildung im Leinwandverlagsgeschäft der Mutter, die das Geschäft nach dem Tod des Gatten 1759 bis zur Übergabe an ihren Sohn weiterführte. Daneben arbeitete Rechsteiner als Landwirt.
Ab 1786 bis 1790 amtierte er als Ratsherr. Von 1790 bis 1794 war er Gemeindehauptmann. In den Jahren 1790 bis 1795 hatte er das Amt des Ausserrhoder Landesbauherrn inne. Von 1794 bis 1795 war er Landesfähnrich, ab 1795 bis 1797 Landeshauptmann und von 1797 bis 1798 Landesstatthalter. 1797 und 1802 sass er in der Landbuchrevisions- und Verfassungskommission. 1798 hatte Rechsteiner für die verhinderten Landammänner oft die Regierungsgeschäfte zu leiten. Er beklagte deswegen geschäftliche Verluste.
Als scharfer Gegner der Helvetik ging er 1798 ins Exil nach Vorarlberg und Lindau (Bayern). 1799 wurde er nach Basel deportiert. Er war Verfasser einer Chronik zur Appenzeller Geschichte.